# Jacek Pawlik
Jacek Jan Pawlik (ur. 5 września 1952 w Bytomiu) – polski duchowny katolicki, werbista (SVD), teolog, doktor habilitowany nauk humanistycznych, profesor nadzwyczajny Uniwersytetu Warmińsko-Mazurskiego w Olsztynie, w latach 2014–2016 dziekan Wydziału Teologii Uniwersytetu Warmińsko-Mazurskiego, etnolog.

## Życiorys
Został werbistą i w 1978 przyjął święcenia kapłańskie. Przez 4 lata pracował w Togo. W latach 1983–1988 odbył studia specjalistyczne z zakresu antropologii społecznej i kulturowej w Université René Descartes – Paris V, w Université Paris III (Nouvelle Sorbonne) oraz w École des Hautes Études en Sciences Sociales. W 1988 uzyskał stopień naukowy doktora na podstawie rozprawy pt. La mort: expérience d’un peuple. Études des rites funéraires des Bassar du Nord-Togo. Był zatrudniony w różnych placówkach akademickich we Francji i w Niemczech. W 1999 został adiunktem Wydziału Teologii Uniwersytetu Warmińsko-Mazurskiego w Olsztynie. W 2007 na podstawie dorobku naukowego oraz rozprawy pt. Zaradzić nieszczęściu. Rytuały kryzysowe ludu Basari z Togo otrzymał na Wydziale Historycznym Uniwersytetu im. Adama Mickiewicza w Poznaniu stopień doktora habilitowanego nauk humanistycznych w zakresie etnologii. W 2008 został profesorem nadzwyczajnym oraz prodziekanem ds. nauki Wydziału Teologii UWM (funkcję tę pełnił do 2010).
W latach 2014–2016 był dziekanem Wydziału Teologii Uniwersytetu Warmińsko-Mazurskiego.
W 2022 otrzymał Złoty Krzyż Zasługi.